# Rio Iratim
Rio Iratim är ett vattendrag i Brasilien.   Det ligger i delstaten Paraná, i den södra delen av landet, 1 200 km söder om huvudstaden Brasília.
I omgivningarna runt Rio Iratim växer i huvudsak städsegrön lövskog. Runt Rio Iratim är det mycket glesbefolkat, med 4 invånare per kvadratkilometer.